# José Luis Brea
José Luis Brea Cobo (Madrid, España 14 de marzo de 1957- ibidem 2 de septiembre de 2010) fue un filósofo y  crítico de arte independiente español, uno de los referentes de la teoría y la crítica de arte del panorama artístico español.

## Trayectoria profesional
Profesor titular de Estética y Teoría del Arte Contemporáneo en la Universidad Carlos III de Madrid y en la Facultad de Bellas Artes de Cuenca, en España.
Fueron casi 20 años de colaboraciones con su compañera, la también filósofa la profesora titular de la Facultad de Bellas Artes de Cuenca, Ana Luisa Martínez Collado, con quien tuvo un hijo. Fueron unos años de convivencia muy prolíficos ya que crearon numerosos proyectos juntos.
Colaboró con diversas revistas nacionales e internacionales. Fue director de las revistas Estudios Visuales, Acción Paralela y de los website w3art, aleph, salonKritik,  pionera  esta web de la crítica de arte online. Dirigió también la colección Estudios Visuales de la editorial AKAL. El archivo de sus publicaciones fue donado al Museo Reina Sofía.
Corresponsal en España de las revistas Artforum y Flash Art y además fue un pilar fundamental en los actos de debate y pensamiento tanto en la feria de Arco como en el CENDEAC de Murcia.
Fue también comisario de importantes exposiciones, precursor de Internet al vaticinar que esta plataforma podría llegar a ser un lugar para mostrar arte contemporáneo, como lo mostró con sus ensayos sobre el arte en la red, el Net Art.
Anna Maria Guasch, profesora de Historia del Arte de la Universidad de Barcelona y crítica de arte, escribía en El País con motivo del fallecimiento de Brea, este completo artículo sobre la figura de Brea, tanto a nivel académico como humano 

"Brea creó un cuerpo de pensamiento interesado por la universalidad del conocimiento y las nuevas humanidades y por la intersección entre arte, ciencia y tecnología que, entre otras publicaciones, se plasmó en el texto Estudios Visuales. La epistemología de la visualidad en la era de la globalización. Con una valentía y un coraje absolutos, Brea nos hace partícipes de la conciencia de un tiempo último, sin regreso, de una vida en su fuga definitiva, en la que la materialidad absoluta más que la negra noche de un agujero en el centro de la materia es núcleo desde el que afloran la luz, los puntos interconectados, las chispas "sinápticas" o transmisoras que nos llevan hacia lo imprevisible: el destino final"

## Publicaciones (selección)
- Dedicó su vida profesional a la investigación, con  decenas de ensayos entre los que destacan Las aúreas frías (1991, finalista del premio de ensayo Anagrama), Un ruido secreto, El arte en la era póstuma de la cultura (1996), La era posmedia (2002), El tercer umbral (2003) y Las 3 eras de la imagen: imagen-materia, film, e-image,[10]
- La completa base de datos denominada Dialnet contiene una extensa relación de los ensayos, artículos y libros publicados por Brea[11]
- Se puede destacar los ensayos de carácter académico como El tercer umbral. Estatuto de las prácticas artísticas en la era del capitalismo cultural (Premio Espaís a la Crítica de Arte, 2003) o su ya último libro, Las tres eras de la imagen: Imagen-materia, film, e-image (2010), como de ejercicios de literatura crítica, sea el caso de Las auras frías (finalista Anagrama de ensayo, 1990) o La era posmedia (2002).[12]
- En Internet se encuentra este ensayo completo en formato pdf titulado Estética, Historia del Arte, Estudios Visuales[13]
- En Dialnet hay una completa relación de sus publicaciones.[14]
- Libro Blanco de la interrelación entre Arte, Ciencia y Tecnología en el estado español (2007).

### Libros
- La editorial CENDEAC de Murcia ha editado varios de sus libros
  - El tercer umbral: estatuto de las prácticas artísticas en la era del capitalismo editorial  Cendeac, Murcia :[2008]. 978-84-96898-32-5
  - Noli me legere: el enfoque retórico y el primado de la alegoría en el arte contemporánea Cendeac Murcia,  [2007]. 978-84-935369-3-0
  - Cultura RAM: mutaciones de la cultura en la era de su distribución electrónica Barcelona : Gedisa, 2007. 978-84-9784-016-3
  - El tercer umbral: estatuto de las prácticas artísticas en la era del capitalismo cultural Murcia : Cendeac, 2004. 84-95815-37-0
  - La era postmedia: acción comunicativa, prácticas (post)artísticas y dispositivos "neomediales" Salamanca: Consorcio Salamanca 2002, 2002. 84-95719-05-3
  - Un ruido secreto: el arte en la era póstuma de la cultura Murcia: Mestizo, 1996. 84-89356-04-1
  - Las auras frías: el culto a la obra de arte en la era postaurática editado por Anagrama, 1991. 84-339-1351-4
  - Nuevas estrategias alegóricas Tecnos, 1991. 84-309-2000-5
  - Las tres eras de la imagen: imagen-materia, film, e-image Tres Cantos, Madrid: Akal, D.L. 2010. 978-84-460-3139-0